# Neptis acala
Neptis acala är en fjärilsart som beskrevs av Hans Fruhstorfer 1908. Neptis acala ingår i släktet Neptis och familjen praktfjärilar. Inga underarter finns listade i Catalogue of Life.